# كوبري إمبابة

كوبر إمبابة من جهة إمبابة

كوبري إمبابة من جهة روض الفرج

كوبري امبابة أو كوبري قطار الصعيد وهو عبارة عن كوبري حديدي يقع شمال القاهرة على نهر النيل يربط بين القاهرة والجيزة، وتحديدا يربط بين حي بولاق أبو العلا وروض الفرج بحي إمبابة بالجيزة، حيث مزود بحارتين لعبور السيارات على حواف الكوبري وممران سطحيّان لعبور المشاة أما اتجاهات القطارات عليه قادمة من القاهرة إلى قنا والأقصر وأسوان والعكس.
و يعتبر الكوبري محور رئيسي بالنسبة لهيئة سكك حديد مصر لأنه الوحيد على خط الصعيد الذي يمر فوق نهر النيل.

## تاريخه
قام بتنفيذه الاستشاري المهندس الفرنسي دافيد ترامبلي
تم افتتاح الكوبري رسمياً في 15 مايو 1892 بواسطة الخديوي عباس حلمي الثاني في احتفالية خاصة.
وكان يبلغ طوله حينها 495 مترا. ثم تم تعديله ونقل جزء منه إلى دمياط وهو المعروف الآن بكوبري دمياط في عام 1927.
الموقع الإحداثى